# Derbi
Derbi este un producător spaniol de motociclete, scutere, mopede și vehicule de agrement pentru toate terenurile produse de Nacional Motor SAU, o filială spaniolă a Piaggio & Co. SpA.

## Istoric
Compania Derbi a fost creată la sfârșitul anilor 1940 pe baza unei mici firme specializate în construcția de biciclete, apoi de cadre pentru motociclete, lansată in 1922 de Siméon Rabasa. Brandul, cu sediul în Mollet în Spania, a avut multe succese în competiți la categoria cilindree mică. A trecut sub comanda grupului Piaggio în 2001, iar în 2006 Derbi a încercat să-și lărgească domeniul de activitate lansând primul său motor mare: Mulhacén 659. Cu toate acestea, în ciuda calităților sale, Mulhacén 659 își pierde publicul, în special din cauza unui preț mult prea mare: 7.500  €. Ultima fabrică Derbi din Spania s-a închis în martie 2013 în urma deciziei de mutare a producției către fabricile italiene ale grupului Piaggio.